# Mulguraea ligustrina var. ligustrina
Mulguraea ligustrina var. ligustrina es la variedad autónima de Mulguraea ligustrina perteneciente a la familia Verbenaceae.

## Taxonomía
Mulguraea ligustrina var. ligustrina publicación desconocida.